# Creu de terme de Collsuspina
La Creu de terme de Collsuspina és una creu de terme del municipi de Collsuspina (Moianès) inclosa en l'Inventari del Patrimoni Arquitectònic de Catalunya.

## Descripció
La base és circular i formada per grans dovelles, una columneta de forma octogonal, sosté un recipient de forma també octogonal on hi ha una font. D'altres petites columnes, del mateix tall geomètric, es van superposant disminuint la seva grandària en l'alçada per acabar amb una creu de pedra amb material treballat propi de la comarca. Al voltant hi ha un banc de pedra amb un respatller fet de ferro forjat.

## Història
En una petita placa incrustada en l'element hi ha la següent transcripció: "Creu del terme que marcava la divisòria dels antics termes municipals de Tona i de Balenyà i de les parròquies de Sant Fruitós de Balenyà i Sant Cugat de Gavadons". La del municipi de Collsuspina és ben moderna; es realitzà entre 1828 i 1840 si bé anteriors aspiracions d'autonomia ja es remunten al 1797. L'ànima de la creació de la nova parròquia fou el mossèn Miquel Alemany, vicari regent de Collsuspina. La creu de terme té un caràcter històric i sentimental pels habitants del poble.